# Elián Giménez
Elián Ezequiel Giménez (Buenos Aires, 23 marzo 2004) è un calciatore argentino, centrocampista del Sarmiento (J) in prestito dal River Plate.

## Caratteristiche tecniche
Centrocampista centrale bravo nell'impostazione del gioco, a inizio carriera ricopriva il ruolo di trequartista.

## Carriera
È cresciuto nel settore giovanile del River Plate, con cui ha firmato il primo contratto professionistico il 15 luglio 2024. Il 22 gennaio 2025 è stato ceduto in prestito al Sarmiento (J), con cui ha debuttato a livello professionistico il 23 febbraio nell'incontro di Primera División perso 1-0 contro il Rosario Central.

## Statistiche

### Presenze e reti nei club
Statistiche aggiornate al 16 marzo 2025.
| Stagione        | Squadra         | Campionato      | Campionato | Campionato | Coppe nazionali | Coppe nazionali | Coppe nazionali | Coppe continentali | Coppe continentali | Coppe continentali | Altre coppe | Altre coppe | Altre coppe | Totale | Totale | Totale |
| Stagione        | Squadra         | Comp            | Pres       | Reti       | Comp            | Pres            | Reti            | Comp               | Pres               | Reti               | Comp        | Pres        | Reti        | Pres   | Reti   |        |
| --------------- | --------------- | --------------- | ---------- | ---------- | --------------- | --------------- | --------------- | ------------------ | ------------------ | ------------------ | ----------- | ----------- | ----------- | ------ | ------ | ------ |
| 2025            | Sarmiento (J)   | PD              | 4          | 0          | CA              | 0               | 0               | -                  | -                  | -                  |             | -           | -           | 4      | 0      |        |
| Totale carriera | Totale carriera | Totale carriera | 4          | 0          |                 | 0               | 0               |                    | -                  | -                  |             | -           | -           | 4      | 0      |        |